# Mesolamprops bispinosus
Mesolamprops bispinosus is een zeekommasoort uit de familie van de Lampropidae. De wetenschappelijke naam van de soort is voor het eerst geldig gepubliceerd in 1964 door Given.